# Silická Brezová
Silická Brezová este o comună slovacă, aflată în districtul Rožňava din regiunea Košice. Localitatea se află la altitudinea de 430 m deasupra n.m., se întinde pe o suprafață de 13,37 km2 și în 2017 număra 156 de locuitori.

## Istoric
Localitatea Silická Brezová este atestată documentar din 1399.

## Demografie
| An:                | 1994 | 2004   | 2014    | 2024    |
| ------------------ | ---- | ------ | ------- | ------- |
| Număr de persoane: | 210  | 193    | 159     | 130     |
| Diferență:         |      | −8,09% | −17,61% | −18,23% |

| An:                | 2023 | 2024 |
| ------------------ | ---- | ---- |
| Număr de persoane: | 130  | 130  |
| Diferență:         |      | +0%  |